# Intermezzo (musikgrupp)
Intermezzo var en musikgrupp från Huddinge som var aktiv på 1980-talet. Mest känd är gruppen för singeln "Kom och ta mej", en upptempolåt som spelades i radio. Bland medlemmarna fanns Thomas "Orup" Eriksson (sång), Ib Frandsén (gitarr) och Fredrik von Gerber (trummor).
Bandet återförenades för en exklusiv spelning på Huddingefestivalen 2012; detta med originalmedlemmarna.

## Tidigare medlemmar
- Thomas "Orup" Eriksson (född 1958) – sång
- Benno Mengarelli (född 1957) – elbas, sång
- Fredrik von Gerber (född 1958) – trummor
- Ib Frandsén (född 1960) – gitarr, sång
- Mats Larsson – trummor
- Pecka Adolfsson (född 1958) – gitarr
- Hans "Svalle" Svedmalm (född 1957) – elbas

## Diskografi

### Album
- 1979 – Intermezzo
- 1980 – Pansarjazz
- 1981 – Vild Värld

### Singlar
- 1980 – "Kom och ta mej"
- 1981 – "Smått våt" (svensk version av T. Rex "Hot Love")